# Ūrtlū
Ūrtlū (persiska: ورتلو, قاسِم عَلی, قاسِم آباد) är en ort i Iran.   Den ligger i provinsen Ardabil, i den nordvästra delen av landet, 500 km nordväst om huvudstaden Teheran. Ūrtlū ligger 24 meter över havet och antalet invånare är 233.
Terrängen runt Ūrtlū är platt. Runt Ūrtlū är det ganska tätbefolkat, med 67 invånare per kvadratkilometer. Närmaste större samhälle är Pārsābād, 10,1 km väster om Ūrtlū. Trakten runt Ūrtlū består till största delen av jordbruksmark.